# コフーン氏族
コフーン氏族（コフーンしぞく）、ないし、クラン・コフーン (Clan Colquhoun) は、スコットランドの氏族（クラン）のひとつ。

## 歴史

### 起源
クラン・コフーンの土地は、ローモンド湖の沿岸であった。アレグザンダー2世がスコットランド王だった時期に、ウムフレドゥス・ド・キルパトリック (Umphredus de Kilpatrick) が、レノックス伯爵マルドゥイン（Malduin：en:Maol Domhnaich, Earl of Lennox に相当）から、コフーン、オーチェントリリー (Auchentorily)、ダムバック (Dumbuck) を与えられた。クラン・コフーンの氏族長は、初期には、クライド川に突き出た岬の岩上に建てられたダングラス城を拠点としていた。ダングラス城は、国王の城であったダンバートン城にも近く、後にはクラン・コフーンの氏族長が代々その管理を任された。
氏族長の称号は、もともとはルス男爵 (the Barony of Luss) であったが、1368年ころに、コフーンのサー・ロバート (Sir Robert of Colquhoun) が、ルスの領主の後継ぎ娘と結婚してからコフーンが名乗られるようになった。

### 15世紀、16世紀
スコットランド王ジェームズ2世が幼少だった時期、サー・ジョン・コフーン (Sir John Colquhoun) は、王の城であったダンバートン城の城代 (governor) に任じられた。しかし、サー・ジョンは1439年のインチマリン島における襲撃の際に殺害された。後を継いだ同名の息子であるサー・ジョンは、後に王室財務の監査官 (Comptroller of the Royal Household) に出世した。1457年には、彼が所有する領地すべてをルス自由男爵領 (the free barony of Luss) として一元化することを認める勅許状が与えられた。翌年、サー・ジョンはさらに、ロスドゥ (Rossdhu) とグレンマコーム (Glenmachome) の森と、キルマーディニー湖周辺の土地を与えられた。
1474年、サー・ジョンは、イングランド王エドワード4世のもとに派遣された使節団の一員に加わり、エドワードの娘セシリア（セシリー・オブ・ヨーク）と、スコットランドの幼王ジェームズ4世の婚約に向けた交渉にあたった。その後、サー・ジョンは、反乱軍に占拠されたダンバー城の攻城戦に加わったが、そこで大砲の砲撃を受けて落命した。
クラン・コフーンは、カムストラデン城 (Camstradden Castle) も支配下に置いていたが、これは1395年に、ルスの（長男ではない）息子のひとりが手に入れた城であった。コフーン家として6代目のカムストラデンの領主 (Laird) は、高名な騎士であり、1547年のピンキー・クルーの戦いにも加わった。

### 17世紀
クラン・コフーンの土地は、その戦略的な性格から、他の氏族からの攻撃を受けやすい脆弱な面をもっていた。1603年には、クラン・グレガー（マグレガー）のアラスデア・マグレガー (Alasdair MacGregor) が4,000人の兵力を動員してコフーンの領地に行軍した。コフーンの氏族長は、国王からマグレガー一族討伐の認可を受けた。コフーン側は、5,000人の歩兵と300人の騎兵を集めてグレン・フルーインに侵攻し、ハイランド地方の侵略者に反撃を加えた。マグレガー側は兵力を二分し、主力がコフーン側の軍勢と交戦している最中に、もう一方がコフーン勢の背後から攻撃を加えた。コフーン側はオーチンガイクの湿地 (Moss of Auchingaich) に追い落とされ、騎兵は役に立たず、200人以上のコフーン勢が殺された。後に、18世紀末に至って、両氏族の氏族長が、この虐殺の地で会見して握手した
1625年、ルスのサー・ジョン・コフーンは、準男爵に叙され、ノバスコシア準男爵位の中に位置づけられたコフーン準男爵となった。しかし、1632年にサー・ジョンは、妻の妹にあたるモントローズ伯爵（のち侯爵）ジェイムズ・グラハムの娘を連れて姿をくらましたとして告発された。さらに彼は、魔術や魔法（ウィッチクラフト）を使ったとして訴えられたが、おそらくは賢明に判断してこれらの訴えには応えることなく姿を消した。彼は逃亡者となり、所領は没収された。サー・ジョンの長男が、所領を回復したのは、1646年のことであった。

### 18世紀
1703年、第5代準男爵サー・ハンフリー・コフーン (Sir Humphrey Colquhoun, fifth Baronet) が、最後のスコットランド王国議会にダンバートンシャー代表として参加した 。彼は、連合条約に強く反対した。彼は男子の嫡子を残さずに死去したため、称号は娘の夫であったプラスカーディンのジェームズ・グラント (James Grant of Pluscardine) に受け継がれた。しかし、ジェームズの兄が死去した後、彼は再びグラント姓に戻った。彼は後のシーフィールド伯爵やストラスペイ男爵の先祖にあたり、准男爵位は、これらの爵位に継承された。ジェームズ・グラントの所領は、アン・コフーン (Ann Colquhoun) との間の4男であったサー・ジェームズ・グラント・コフーン (Sir James Grant Colquhoun) に受け継がれた。このジェームズは、以降代々の氏族長が居を構えたロスドゥ (Rossdhu) の屋敷を建てた。

## 現在のクラン・コフーン
第30代ルス領主にして、第32代コフーン氏族長のサー・アイヴァー・コフーンは、1948年に当主となった。2008年に死去するまで60年近く氏族長であった彼は、史上最も長く氏族長を務めた人物であった。その後を継いだのは、息子マルコムであった。
サー・マルコムの妻は、レディ・コフーンであるキャサリン (Katharine) である。その推定相続人パトリック・コフーン (Patrick Colquhoun, Younger of Luss) は、サー・マルコムとその最初の妻スーザン・ティマーマン (Susan Timmerman) の間の息子である。サー・マルコムの子は合わせて3人いる。サー・マルコムはルスの屋敷に居住している。2012年、一家はロック・ロモンド・アームズ・ホテル (Loch Lomond Arms Hotel) をルスに開業した。

### クラン・セプト
氏族を代表する公式の組織であるクラン・コフーン国際協会 (the Clan Colquhoun International Society) は、以下の姓をクラン・コフーンのセプト（支族）としている。しかし、そのうちのいくつかは、他の氏族が自らのものと主張しており、中には伝統的に敵対関係にあったクラン・グレガーがそう主張するものも含まれている。
- Calhoun, Cahoon, Cahoone, Cohoon, Colhoun, Cowan, Cowen, Cowing, Ingram (or Ingraham), Kilpatrick, King, Kirkpatrick, Laing, McCowan, McMains (or McMain), McManus, McClintock and McOwan.[8]